# 亀岡偉民
亀岡 偉民（かめおか よしたみ、1955年9月10日 - ）は、日本の政治家。元衆議院議員（5期）。
衆議院北朝鮮による拉致問題等に関する特別委員長、衆議院文部科学委員長、自由民主党文部科学部会長、自由民主党福島県支部連合会長、内閣府大臣政務官・復興大臣政務官、文部科学副大臣兼内閣府副大臣、復興副大臣などを歴任。旧姓は小倉。

## 来歴
栃木県下都賀郡国分寺町（現・下野市）生まれ。現住所は福島県福島市野田町5丁目。偉民が中学3年に進級する直前の1970年3月に、自身の実姉・睦美が亀岡高夫衆議院議員の実兄・金一の三男・隆之と結婚（二人は1983年に離婚）。
高校時代は作新学院高等部野球部の捕手として江川卓とバッテリーを組み、甲子園に2度出場。進学した早稲田大学野球部では同学年のエースだった難波秀哉とバッテリーを組み、山倉和博の控え捕手であった。
早稲田大学教育学部（専門は幼児教育）卒業後は株式会社熊谷組に入社し、熊谷組野球部に所属。のちに、母校である早稲田大学野球部の助監督を務める。
1986年秋に前出の亀岡高夫と養子縁組し、選挙地盤を引き継ぐ後継者として1990年の第39回衆議院議員総選挙から1996年の第41回衆議院議員総選挙を除いて4回に渡り立候補するも、すべて落選した。1991年11月に田名部匡省農水相の秘書となり、1993年の第40回衆議院議員総選挙では自由民主党の公認を得て、田名部の属する政真会（加藤六月グループ）の新人候補として立候補した。亀岡高夫の秘書を経る。
2003年11月9日の第43回衆議院議員総選挙で偉民を公認した無所属の会は2004年夏に解党。2005年9月11日の第44回衆議院議員総選挙では、自民党は偉民と選挙区が競合する佐藤剛男を比例東北ブロックに回したため、偉民は福島1区から自民党公認で出馬し、初当選。当選後に清和政策研究会へ入会した。
2009年8月30日の第45回衆議院議員総選挙では、公明党の推薦を受け、前回と同じ福島1区で立候補したが、比例復活もならず落選。
2012年12月16日の第46回衆議院議員総選挙で前回の屈辱を晴らして2度目の当選を果たし、国政に復帰。同年12月発足の第2次安倍内閣では内閣府大臣政務官（女性活力・子育て支援、食品安全、男女共同参画、少子化対策の担当）に任命される（2014年9月退任）。その後自由民主党政務調査会内閣部会部会長代理、同農林部会部会長代理に就任。
2014年12月14日の第47回衆議院議員総選挙で3選。
2016年8月、自由民主党政務調査会文部科学部会長に就任。
2017年10月22日の第48回衆議院議員総選挙では、無所属で立候補した金子恵美に敗れたものの比例復活で4選（惜敗率89.618％）。
2018年10月、衆議院文部科学委員長に就任。
2019年9月、 第4次安倍第2次改造内閣で文部科学副大臣（主に教育とスポーツを担当）兼内閣府副大臣に就任。
2021年10月31日、第49回衆議院議員総選挙で再び金子に敗れるも比例復活で5選。
2022年12月23日、改正公職選挙法が28日に執行されるのを前に自民党は72選挙区で公認候補者が決定され、自らは新福島1区の支部長に就任した。
2024年9月27日に行われた自民党総裁選挙において加藤勝信の推薦人に名を連ねた。1回目の投票では加藤に投じ、得票数1位の高市早苗と2位の石破茂が進んだ決選投票では石破に投じた。
同年10月6日、石破首相は第50回衆議院議員総選挙に向けて、政治資金パーティー裏金事件で党員資格停止の処分を受けた議員などを公認しないことを決めるとともに、亀岡ら裏金議員43人について比例代表への重複立候補を認めない方針を示した。10月15日、総選挙公示。福島1区からは亀岡、金子の2人が立候補した。公明党は16日までに、出馬した計46人の裏金議員のうち、亀岡ら35人を推薦した。自民党は裏金問題や統一教会問題、10月23日に発覚した非公認候補への2000万円支給問題などで逆風が吹き荒れた。10月27日、総選挙執行。投票締め切りの20時直後にテレビユー福島は金子の当選確実を報じ、金子は4選を果たした。比例重複が認められなかった亀岡は議席を失った。裏金事件に関係した候補者は18勝28敗だった。
2024年12月16日付で自民党を離党した。2025年3月27日、衆院選直前に、選挙区内の祭りに参加した団体に計25万円を寄付したとして、公職選挙法違反（寄付行為）の罪で在宅起訴された。

## 政策・主張

### 憲法
- 憲法改正について、2017年、2021年、2024年のアンケートで「賛成」と回答[37][38][39]。

- 改正すべき項目として、2021年の朝日新聞社のアンケートで「自衛隊の保持を明記する」「緊急事態に関する条項を新設する」と主張[38]。
- 9条改憲について、2021年の毎日新聞社のアンケートで「改正して自衛隊の存在を明記すべきだ」と回答[40]。
- 憲法を改正し緊急事態条項を設けることについて、2021年の毎日新聞社、2024年のNHKのアンケートで「賛成」と回答[40][39]。

### 外交・安全保障
- 安全保障関連法の成立について、2017年のアンケートで「評価する」と回答[37]。
- 「他国からの攻撃が予想される場合には敵基地攻撃もためらうべきではない」との問題提起に対し、2017年、2021年のアンケートで「どちらとも言えない」と回答[37][38]。
- 「北朝鮮に対しては対話よりも圧力を優先すべきだ」との問題提起に対し、2017年、2021年のアンケートで「どちらかと言えば賛成」と回答[37][38]。
- 普天間基地の辺野古移設について、2021年のアンケートで「どちらとも言えない」と回答[38]。
- 徴用工訴訟などの歴史問題をめぐる日韓の関係悪化についてどう考えるかとの問いに対し、2021年の毎日新聞社のアンケートで「より強い態度で臨む」と回答[40]。

### ジェンダー
- 選択的夫婦別姓制度の導入についての各メディアのアンケートの結果は以下のとおり。
  - 2017年 - 朝日新聞社には「反対」と回答[37]。
  - 2021年 - 朝日新聞社には「どちらかといえば反対」と回答[38]。
  - 2024年 - NHKには回答しなかった[39]。

- 2021年1月、選択的夫婦別姓の導入反対を求める文書を地方議会議長に郵送した（後述）[41]。

- 同性婚を可能とする法改正についての各メディアのアンケートの結果は以下のとおり。
  - 2017年 - 朝日新聞社には「どちらとも言えない」と回答[37]。
  - 2021年 - 朝日新聞社には「どちらかと言えば反対」と回答し、NHKには「反対」と回答[42]。「同性婚を制度として認めるべきだと考るか」との毎日新聞社のアンケートに対し、「認めるべきでない」と回答[40]。
  - 2024年 - NHKには「反対」と回答[39]。

- 「LGBTなど性的少数者をめぐる理解増進法案を早期に成立させるべきか」との問題提起に対し、2021年の朝日新聞社のアンケートで「どちらとも言えない」と回答[38]。
- クオータ制の導入について、2021年の毎日新聞社のアンケートで「賛成」と回答[40]。2021年、2024年のNHKのアンケートで回答しなかった[42][39]。

### その他
- アベノミクスについて、2017年のアンケートで「どちらかといえば評価する」と回答[37]。
- 安倍内閣による森友学園問題・加計学園問題への対応について、2017年のアンケートで「どちらとも言えない」と回答[37]。
- 森友学園への国有地売却をめぐる公文書改竄問題で、2021年5月6日、国は「赤木ファイル」の存在を初めて認めた[43]。しかし5月13日、菅義偉首相はファイルの存在を踏まえた再調査を行わない考えを報道各社に書面で示した[44]。9月の自民党総裁選挙で総裁に選出された岸田文雄も10月11日、衆議院本会議の代表質問で再調査の実施を否定した[45]。国の対応をどう考えるかとの同年の毎日新聞社のアンケートに対し「これ以上、調査や説明は必要ない」と回答[40]。
- 首相の靖国神社参拝について、2017年のアンケートで「どちらとも言えない」と回答[37]。
- 村山談話・河野談話を見直すべき[46]。
- ヘイトスピーチを法律で規制することに賛成[46]。
- 2013年11月26日、特定秘密保護法案の採決で賛成票を投じている[47]。

## 不祥事・騒動

### 暴力団関係者との交流
偉民の後援会が2008年9月に偉民の誕生日を祝うためのゴルフコンペを福島県伊達市で開催し、偉民も支援者と共に参加したが、参加者の中に山口組系組長など暴力団関係者の妻が含まれていたことが2013年2月19日に判明した。組長はコンペ開催の3か月前、乗用車の名義について虚偽の申請をおこなったとして、申請に協力した福島県内の不動産会社の元社長とともに県警に逮捕されており、コンペには同不動産会社の幹部も参加していた。偉民は時事通信社の取材に対し、組長らについて「名前も知らず、一度も会ったことはない」と述べ、組長の妻らについては「会っているかもしれないが覚えていない。面識はない」と関係を否定した。不動産会社元社長については「付き合いがあり、ゴルフも以前に参加してもらったと思う。逮捕されたことは知らなかった」と語った。偉民の後援会事務所では、コンペでは参加者から1万円前後の参加費を徴収したが、政治資金には充てていないとしている。

### 夫婦別姓反対を求める文書を地方議会議長宛てに郵送
2021年1月30日、亀岡ら自民党国会議員有志50人は、47都道府県議会議長のうち同党所属の約40人に、選択的夫婦別姓の導入に賛同する意見書を採択しないよう求める文書を郵送した。地方議員や市民団体は、地方議会の独立性を脅かす行為だとして亀岡らを批判した。

### 文部科学副大臣だった期間に宮崎県の学校法人との会食
学校法人「豊栄学園」（宮崎県三股町）が、亀岡と藤原誠文科事務次官を、2015年から2019年にかけて繰り返し接待したとする記録を2021年3月22日に「しんぶん赤旗」が報じた。計14回会食があり、総額は約95万円にのぼった。会食の場所は都内の高級焼き肉店などで、1回の1人あたりの金額は約1万～2万8千円になる計算だった。
亀岡が文部科学副大臣だった期間にも会食の記録があり、2019年11月に清水理事長と亀岡、宮崎県幹部の出席で、同学園から計8万4千円が支払われたことになっている。
文科省は2018年4月、同学園が経営する都城東高校を、「教育課程特例校」に指定しており、2020年2月には、私立高校の産業教育施設を整えるための補助金約2400万円の交付を決定している。
豊栄学園の担当者は、国会議員や官僚らとの会食について、「理事長としては『これは今後のためになる』ということであれば、会うことは何の問題もない。学校のためになるとなれば、学校の経費から出す」と説明し、亀岡らとの会食費用については「（個別の会食について）言うことはできない」とした。
亀岡は、清水理事長とのたび重なる会食について「割り勘とか言ったりして、私が半分は出して、いつも交代、交代で昔から(会食を)やっている仲ですから」と主張。「一方的にごちそうになったことはない」と語り、接待ではないとの認識を示した。
藤原は、会食には亀岡氏の招待で出席したとして「行ったら、そこに（清水理事長が）いらっしゃったということ。（飲食代は）亀岡先生の負担だと聞いていた。文科省に届け出はしていない」と述べ、費用の支払いをしていないことを認めた。
萩生田光一文部科学相は3月23日の閣議後会見で、藤原誠事務次官が、文科省から補助金を受けている学校法人の理事長と亀岡の会食に同席していたことを認めた。

### 政治資金パーティー収入の裏金問題
- 自民党5派閥が開いた政治資金パーティーをめぐる問題で、自民党は2024年2月13日、党所属のすぺての国会議員らを対象に実施したアンケートの集計結果を公表した。亀岡はノルマの超過分に対する清和政策研究会（安倍派）からのキックバックとして、2018年から2022年にかけての5年間で計348万円を裏金にしていたことが明らかとなった[55]。
- 同年4月4日、自民党は不記載が500万円未満で処分の対象にならなかった亀岡らを幹事長注意とした[56]。
- 同年5月14日、衆議院政治倫理審査会は、裏金事件に関与しながら同審査会で弁明していない自民党議員44人に出席と説明を求める野党の申立てを全会一致で可決した[57]。同月17日、参議院政治倫理審査会も同様に、弁明していない議員29人に出席と説明を求める申立てを全会一致で可決した[58]。亀岡を含む関係議員73人は全員出席を拒否し、6月23日に通常国会は閉会した[59]。

### 選挙区中での寄付行為
2024年10月投開票の第50回衆議院議員総選挙の公示直前、選挙区内の神社例大祭に参加した団体に計24万円を寄付したとして、同年12月26日、福島県警は公職選挙法違反（寄付の禁止）容疑で亀岡を書類送検した。県警は起訴を求める厳重処分の意見を付けた。
捜査関係者によると、亀岡は10月3日から13日ごろ、選挙区である福島市と二本松市で開かれた六つの祭りに参加する二十数団体に対し5千円か1万円を渡し、計24万円を寄付した疑いがある。現金はのし袋に入れ、団体に所属していないにもかかわらず「会費」名目で本人名義や芸術文化支援団体の名義で渡したという。
2025年3月27日、福島地方検察庁は亀岡を公職選挙法違反の罪で在宅起訴した。

## 人物
- 2006年11月3日に行われた日米野球の第1戦で始球式を行った安倍晋三首相の練習相手を務めた[63]。
- 2007年6月14日にワシントン・ポスト紙に掲載されたアメリカ合衆国下院121号決議の全面撤回を求める広告「THE FACTS」の賛同者に名を連ねている[64]。
- 2011年3月11日に発生した東北地方太平洋沖地震にて、福島県でのボランティア活動を行った[65]。
- 次女は亀岡の政策秘書[66]。

## 選挙歴
| 当落 | 選挙                   | 執行日         | 年齢 | 選挙区              | 政党       | 得票数     | 得票率 | 定数 | 得票順位 /候補者数 | 政党内比例順位 /政党当選者数 |
| ---- | ---------------------- | -------------- | ---- | ------------------- | ---------- | ---------- | ------ | ---- | ------------------ | ---------------------------- |
| 落   | 第39回衆議院議員総選挙 | 1990年02月18日 | 34   | 旧福島1区           | 無所属     | 1万9076票  | 4.26%  | 4    | 10/11              | /                            |
| 落   | 第40回衆議院議員総選挙 | 1993年07月18日 | 37   | 旧福島1区           | 自由民主党 | 2万9343票  | 6.99%  | 4    | 7/9                | /                            |
| 落   | 第42回衆議院議員総選挙 | 2000年06月25日 | 44   | 福島1区             | 無所属     | 6万8874票  | 23.31% | 1    | 2/6                | /                            |
| 落   | 第43回衆議院議員総選挙 | 2003年11月09日 | 48   | 福島1区             | 無所属の会 | 9万6954票  | 34.24% | 1    | 2/4                | /                            |
| 当   | 第44回衆議院議員総選挙 | 2005年09月11日 | 50   | 福島1区             | 自由民主党 | 17万1507票 | 56.84% | 1    | 1/3                | /                            |
| 落   | 第45回衆議院議員総選挙 | 2009年08月30日 | 53   | 福島1区             | 自由民主党 | 13万6526票 | 43.76% | 1    | 2/4                | /                            |
| 当   | 第46回衆議院議員総選挙 | 2012年12月16日 | 57   | 福島1区             | 自由民主党 | 12万1235票 | 50.97% | 1    | 1/4                | /                            |
| 当   | 第47回衆議院議員総選挙 | 2014年12月14日 | 59   | 福島1区             | 自由民主党 | 10万2950票 | 47.36% | 1    | 1/3                | /                            |
| 比当 | 第48回衆議院議員総選挙 | 2017年10月22日 | 62   | 比例東北（福島1区） | 自由民主党 | 11万3514票 | 47.26% | 1    | 2/2                | 2/5                          |
| 比当 | 第49回衆議院議員総選挙 | 2021年10月31日 | 66   | 比例東北（福島1区） | 自由民主党 | 11万8074票 | 48.85% | 1    | 2/2                | 4/6                          |
| 落   | 第50回衆議院議員総選挙 | 2024年10月27日 | 69   | 福島1区             | 自由民主党 | 8万4351票  | 40.40% | 1    | 2/2                | /                            |

## 所属団体・議員連盟
- 自民党たばこ議員連盟[67]
- 日本会議国会議員懇談会[68]
- 神道政治連盟国会議員懇談会[68]
- みんなで靖国神社に参拝する国会議員の会[68]
- 創生「日本」[68]
- 自民党国際人材議員連盟
- 自民党動物愛護管理推進議員連盟
- 速やかな政策実現を求める有志議員の会
- 日韓議員連盟
- 北京オリンピックを支援する議員の会
- 歴史事実委員会
- 83会
- 再チャレンジ支援議員連盟
- ボーイスカウト振興国会議員連盟 [69]